# Micrabraxas
Micrabraxas is een geslacht van vlinders van de familie spanners (Geometridae), uit de onderfamilie Ennominae.

## Soorten
- M. abraxidia Inoue, 1982
- M. anisonoma Prout, 1937
- M. cupriscotia Hampson, 1902
- M. incolorata Warren, 1893
- M. melanodonta Hampson, 1907
- M. nigromacularia Leech, 1897
- M. pongaria Oberthür, 1893
- M. punctigera Butler, 1889
- M. rotundata Inoue, 1982
- M. tenuis Warren, 1897